# Tidarren argo
Tidarren argo är en spindelart som beskrevs av Knoflach och van Harten 200. Tidarren argo ingår i släktet Tidarren och familjen klotspindlar. Inga underarter finns listade i Catalogue of Life.